# كيفين فيديرلين
كيفين فيديرلين (بالإنجليزية: Kevin Federline)‏ (و. 1978  م) هو ممثل، ومغني، ولاعب البولنغ ‏، وممثل تلفزي، وعارض، ومصارع محترف، وممثل أفلام، ومغني راب، ودي جيه، وراقص، وشخصية تلفزيونية أمريكي، ولد في فريسنو، كاليفورنيا.

## وصلات خارجية
- كيفين فيديرلين على موقع IMDb (الإنجليزية)
- كيفين فيديرلين على موقع ألو سيني (الفرنسية)
- كيفين فيديرلين على موقع ميوزك برينز (الإنجليزية)
- كيفين فيديرلين على موقع أول موفي (الإنجليزية)
- كيفين فيديرلين على موقع إن إن دي بي (الإنجليزية)
- كيفين فيديرلين على موقع أول ميوزيك (الإنجليزية)
- كيفين فيديرلين على موقع ديسكوغز (الإنجليزية)
- كيفين فيديرلين على موقع قاعدة بيانات الفيلم (الإنجليزية)
- كيفين فيديرلين على موقع CageMatch worker (الإنجليزية)
- كيفين فيديرلين على موقع قاعدة بيانات المصارعة على الإنترنت (الإنجليزية)